# Cetotherium
Cetotherium – wymarły rodzaj walenia z rodziny Cetotheriidae. 

## Charakterystyka
Podobnie jak współczesne wieloryby, odżywiał się planktonem i małymi rybami za pomocą fiszbinów. Ślady na kościach wskazują, że padał łupem wielkich rekinów jak megalodon. Wielkość dorosłego osobnika szacuje się na około 4,5–5 m długości i tonę wagi. Skamieniałości Cetotherium pochodzą z wybrzeży Europy Zachodniej. Zwierzę to występowało w miocenie i pliocenie, 15–10 milionów lat temu.

## Systematyka

### Etymologia
Cetotherium: gr. κητος kētos ‘wieloryb’; θηριον thērion ‘dzike zwierzę’, od θηρ thēr, θηρος thēros ‘zwierzę’.

### Podział systematyczny
Do rodzaju należały następujące gatunki:
- Cetotherium rathkii Brandt, 1843
- Cetotherium riabinini Hofstein, 1948